# 1685 Toro
1685 Toro este un asteroid din apropierea Pământului, de tip Apollo, descoperit de astronomul american Carl A. Wirtanen, la 17 iulie 1948, la Observatorul Lick al Universității din California. 

## Denumirea asteroidului
Asteroidul a primit numele în onoarea soției astronomului Samuel Herrick, Betulia Toro.

## Caracteristici
Asteroidul 1685 Toro are diametrul de circa 3,4 km. Prezintă o orbită caracterizată de o semiaxă majoră egală cu 1,3671524 u.a. și de o excentricitate de 0,4359026, înclinată cu 9,38063° față de ecliptică.
Asteroidul gravitează în jurul Soarelui, fiind într-o rezonanță de 8:5 cu Pământul (cu alte cuvinte, Pământul face 8 revoluții complete în jurul Soarelui, în timp ce asteroidul face 5 revoluții) și în rezonanță de 13:5 cu planeta Venus. A fost unul dintre primii asteroizi Apollo descoperiți. 
1685 Toro intersectează orbita planetei Marte
Meteoritul Sylacauga, care s-a dezintegrat în 1954, în Alabama (Statele Unite ale Americii), s-a desprins probabil din acest asteroid, cum au făcut să se presupună analizele sale orbitale.